# NGC 989
NGC 989 este o galaxie lenticulară situată în constelația Balena. A fost descoperită în 9 noiembrie 1885 de către Francis Leavenworth. Se află la o distanță de 79,07 de megaparseci de Pământ.